# Дискография группы «Тараканы!»
Дискография российской панк-рок-группы «Тараканы!».

## Студийные альбомы
- 1992: Duty Free Songs
- 1995: Best Before...
- 1997: Украл? Выпил?! В тюрьму!!!
- 1998: Посадки нет
- 2000: Попкорм
- 2002: Страх и ненависть
- 2003: Улица Свободы
- 2004: Ракеты из России
- 2006: Властелины вселенной
- 2008: Unplugged Unlimited
- 2009: Бой до дыр
- 2013: Maximum Happy I
- 2013: Maximum Happy II
- 2016: Сила одного
- 2017: Много шума из ничего: альбом
- 2018: The Power of One
- 2020: 15 (...И ничего кроме правды)
- 2021: 15, часть 2: Худым и злым

## Концертные альбомы
- 1999: Это жизнь
- 2004: А мы уже рубим!
- 2007: 15 лет – Острые когти
- 2014: MaximumHappy Live
- 2016: Солидный панк-рок для солидных господ
- 2017: Larger Than... LIVE: 25th Anniversary Show

## Сборники
- 1997: Краткое содержание предыдущих серий
- 2002: Лучшее. Враг хорошего
- 2007: Редкие металлы
- 2012: Release!
- 2014: Russian Democrazy (англоязычный сборник, перезаписанных песен)
- 2015: Лучшие из лучших: 25 лет
- 2021: Naked Kings(англоязычный сборник, перезаписанных песен)
- 2021: BesТ! 30
- 2022: Худшие из худших (Demos, Outtakes and Other Shit), Vol. 1￼
- 2022: Худшие из худших (Demos, Outtakes and Other Shit), Vol. 2￼

## Сплит-альбомы
- 2001: Punk This Town / Реальный панк?
- 2005: Davai, давай!
- 2006: Если парни объединятся (Тараканы и Distemper)
- 2010: Тараканы! + Кирпичи - Сплит
- 2018: TARAKANY! / USELESS ID: Among Other Zeros and Ones[1][2]
- 2019: TARARANY! / ZSK: Make Rasists Afraid Again / Lie for Lie

## Мини-альбомы
- 2009: Сколько денег у Бога?
- 2010: Собачье сердце
- 2011: Спасибо тебе!
- 2019: Интернет и боеголовки

## Видео
- 2004: А мы уже рубим!
- 2007: 15 лет — Крепкие зубы
- 2016: Солидный панк-рок для солидных господ
- 2017: Larger Than... LIVE: 25th Anniversary Show

## Видеоклипы
- 1995: Don’t Come
- 1998: Personal Jesus
- 1998: Поезд в сторону Арбатской
- 1998: Панк-рок песня
- 2000: 365 дней
- 2003: Гимн демократической молодёжи мира
- 2003: Границы гетто
- 2004: Тишина — это смерть
- 2004: 36,6
- 2006: Кто-то из нас двоих
- 2006: Верните XTC на танцпол
- 2007: Я смотрю на них
- 2009: 2 по 100
- 2009: Новости этой минуты
- 2010: То, что не убивает тебя
- 2010: Вечно с тобой
- 2011: Просто быть нормальным
- 2011: Собачье сердце
- 2012: Спасибо тебе
- 2013: Мешки с костями
- 2013: 5 слов
- 2013: Любовь со 101 взгляда
- 2014: Плохие танцоры
- 2014: Самый счастливый человек на Земле
- 2014: Бог и полиция
- 2014: Пойдём на улицу!
- 2015: Что я могу изменить?
- 2016: Ложь за ложь
- 2016: За тех, кто в меньшинстве
- 2016: Ну хватит о политике
- 2016: Сила одного
- 2016: Между первым вдохом и последним выдохом
- 2017: Вечный кайф
- 2017: Спутник связи
- 2017: Hummus to Russia
- 2018: Lie For Lie
- 2018: Демоны внутри меня
- 2019: Дезертир из армии зла
- 2019: Жизнь слишком коротка (чтобы её проебать как все)
- 2019: Военная тревога
- 2020: Мой голос
- 2020: Дурная башка
- 2020: Побег из Шоушенка
- 2021: Громче грома
- 2021: Прокрастинаторы
- 2021: Прокрастинаторы All Star
- 2021: Три ампулы морфина